# Would I Lie to You? (Fernsehsendung)
Would I Lie to You? (englisch für: „Würde ich dich anlügen?“) ist eine britische Panel-Show, die seit dem 16. Juni 2007 von BBC One ausgestrahlt wird.

## Format
Im Zentrum der Sendung stehen zwei Teams aus Mitspielern, die in verschiedenen Spielen gegeneinander versuchen, durch gezieltes Lügen oder das Durchschauen einer Lüge Punkte zu erzielen. Geleitet werden sie dabei von einem Moderator. Diese Rolle wurde in den ersten beiden Staffeln von Angus Deayton ausgefüllt, seit 2009 hat sie Rob Brydon inne. Er stellt die jeweilige Runde vor, ruft die Mitspieler auf und gibt den Punktestand bekannt. Bei jedem Spiel ist es immer die Aufgabe von einem der Teams, herauszufinden, ob es sich bei dem jeweils Vorgetragenen um eine Lüge oder die Wahrheit handelt. Für jede richtige Antwort erhält das Team einen Punkt, für jede falsche Antwort geht ein Punkt an das gegnerische Team.

### Teilnehmer
Die Teams bestehen jeweils aus drei Personen, von denen eine, der „Team Captain“, in jeder Sendung gleich bleibt: Es spielt immer eine Gruppe unter der Leitung von David Mitchell gegen das Team von Lee Mack. Alle anderen Mitglieder sind prominente Gäste, häufig britische Comedians wie Jimmy Carr, Robert Webb oder Jack Whitehall. Aber auch viele andere berühmte Persönlichkeiten haben bereits teilgenommen, etwa die Schauspieler Charles Dance und Brian Blessed, der Priester und Moderator Richard Coles, der Showmaster Trevor Noah, der ehemalige Bürgermeister Londons, Ken Livingstone, der Physiker Brian Cox, das Spice Girl Emma Bunton oder die Oscar-Preisträgerin Olivia Colman.

### Spielrunden
- „Home Truths“: Ein Teilnehmer liest eine Aussage über sich selbst von einer Karte vor. Das gegnerische Team muss erraten, ob die Aussage wahr ist oder vor der Sendung von einem Autor erdacht wurde. Seit Staffel 2 lesen die beiden Team Captains nicht mehr selbst vor.
- „This is My ...“: Ein zusätzlicher Gast wird hereingebeten, von dem jedes Mitglied eines der beiden Teams behauptet, ihn näher zu kennen. Das andere Team muss erraten, auf wen dies zutrifft.
- „Quick-Fire Lies“: Funktioniert wie „Home Truths“, allerdings mit einer zeitlichen Begrenzung.

## Rezeption
Die Sendung wird von Publikum und Kritikern in Großbritannien äußerst positiv rezipiert. Sie erreicht regelmäßig hohe Einschaltquoten und war mehrfach für einen BAFTA, den wichtigsten Fernsehpreis Großbritanniens, nominiert. Gleiches gilt für die beiden Team Captains, die jeweils mehrfach für ihre Arbeit an der Sendung nominiert wurden, wobei Lee Mack schließlich Erfolg hatte und mit einem BAFTA ausgezeichnet wurde.
Vielen gilt Would I Lie to You als beste Panel Show im britischen Fernsehen. Dies äußert sich beispielsweise in den Auszeichnungen als Best Panel Show bei den British Comedy Guide’s Award in den Jahren 2011, 2013, 2015 und jedem weiteren Jahr seit 2017. In der gleichen Kategorie gewann die Sendung den British Comedy Award in den Jahren 2010, 2013 und 2014. Auch als bestes Comedyprogramm überhaupt konnten schon Auszeichnungen gesammelt werden, etwa bei den British Comedy Guide’s Awards 2013 und 2014, wo sie als bisher einzige Improvisationssendung den Hauptpreis gewinnen konnte.